# Fernando Ricciardi
Fernando Gabriel Ricciardi (1 de diciembre de 1966, Buenos Aires, Argentina), es un baterista, percusionista y compositor argentino. Miembro de cinco bandas: DIA-D, Los Fabulosos Cadillacs, Mimi Maura, Cienfuegos y El Siempreterno. En sus inicios con la música creó su primera banda llamada "CIVIS", la integraba junto a dos amigos más, Hernán Bazzano y Martìn Aloé. Su segunda banda se llamó "Valió la pena", era una banda de estilo dark-punk y tocaba junto a Marcelo Clash (voz) y Pedro Naimojín (guitarra). Luego tocó en un grupo llamado "Los Marginados", que era un trío musical, y su primera aparición fue en el colegio de secundaria de los otros dos integrantes. Después se formó DIA-D banda en la que conoce a Sergio Rotman,  saxofonista de Los Fabulosos Cadillacs, y también estaba Gigio, los tres fueron a un bar a ver un concierto de "Virus". Durante la entrada a un recital de DIA-D vieron a Flavio Cianciarulo, Luciano (Giugno - El Tirri) y Naco (Goldfinger), tres integrantes de Los Fabulosos Cadillacs vestidos al estilo mod. buscaban un saxofonista y fueron a hablar con Sergio y luego con él. Los Cadillacs ya habían grabado un demo y Fernando reemplazaba al baterista que estuvo antes de él llamado Gallardo.

## Los Fabulosos Cadillacs
Fernando Ricciardi es uno de los fundadores de la banda en el año 1985, cuando lanzaron su primer disco "Bares y fondas".

## Autor
Durante su carrera ha escrito varias canciones en diferentes bandas, siendo las más significativas y populares las escritas en los Cadillacs.
| Canción                   | Banda                   | Coautor                         |
| ------------------------- | ----------------------- | ------------------------------- |
| El baile de la mar        | Los Fabulosos Cadillacs |                                 |
| Howen                     | Los Fabulosos Cadillacs |                                 |
| Carmela                   | Los Fabulosos Cadillacs |                                 |
| Conversación Nocturna     | Los Fabulosos Cadillacs | Rigozzi, Siperman y Fernández   |
| El genio del dub          | Los Fabulosos Cadillacs | Fernández, Cianciarulo y Rotman |
| Aún los escuchamos cantar | Los Fabulosos Cadillacs | Cianciarulo                     |
| Bares y Fondas            | Los Fabulosos Cadillacs |                                 |
| La huella                 | Mimi Maura              |                                 |
| Al borde del tiempo       | Mimi Maura              |                                 |
| Otra copa                 | Mimi Maura              |                                 |
| Soledad                   | Mimi Maura              |                                 |
| Despertar                 | Mimi Maura              |                                 |
| Intro                     | Cienfuegos              | Aloe - Bazzano                  |
| Soñar soñar               | Cienfuegos              |                                 |
| Corazón morado            | Cienfuegos              |                                 |
| Desierto                  | Cienfuegos              |                                 |
| Ya me voy                 | Cienfuegos              |                                 |
| La Baraja                 | DIA-D                   |                                 |
| Nada más                  | DIA-D                   |                                 |
| Mi marcha hacia vos       | DIA-D                   |                                 |